# Островск (Ровненская область)
Островск (укр. Острівськ) — село в Заречненской поселковой общине Варашского района Ровненской области Украины.
До 2020 года входило в Заречненский район.
Население по переписи 2001 года составляло 504 человека. Почтовый индекс — 34036. Телефонный код — 3632. Код КОАТУУ — 5622282003.